# Fermín Francisco de Carvajal Vargas
Fermín Francisco de Carvajal-Vargas y Alarcón-Cortés de Monroy (Quilpolemu, valle próximo a Quirihue, Reino de Chile, 16 de septiembre de 1722-Madrid, España, 22 de enero de 1797), I duque de San Carlos y grande de España de primera clase, fue un noble español nacido en Chile, último y IX correo mayor de las Indias.

## Su familia
Fermín provenía de uno de los linajes más poderosos del sur de Chile; era hijo legítimo de don Luis de Carvajal-Vargas y Roa, regidor del cabildo de Concepción, y de doña Luisa de Alarcón Cortés de Monroy y Riquelme de la Barrera.
Con el paso de los años, los Carvajales obtuvieron una serie de títulos de nobleza, unos por méritos personales, otros por indemnización. La influencia que ejercieron fue de importante magnitud; sin embargo, en la actualidad, su recuerdo casi se ha esfumado por completo.

## Algunos pasajes de sus años mozos
El párroco de Cobquecura Isidro de Montemayor lo bautizó en la estancia materna de Quinacabén, situada en el valle de Quilpolemu, el 20 de diciembre de 1722, siendo sus padrinos el capitán Juan García de Mariscal y Úrsula de Urrutia; testificaron de la imposición del sacramento el maestre de campo Felipe de Soto Aguilar y el capitán Juan de Valencia.
Fermín todavía se hallaba en los tiernos años de la infancia cuando quedó huérfano de padre, alrededor del año 1726. Su madre contrajo nuevo matrimonio, el 21 de julio de 1731, esta vez con Francisco Pascual de Roa y Moraga (1693-1760), capitán a guerra del partido de Itata, alcalde de Concepción (1734), corregidor de Itata (1743) y de Concepción (1757-1760).
Francisco Pascual de Roa proporcionó a Fermín todo el cariño y las atenciones que un padre puede dispensar a un hijo. Se preocupó de educarlo convenientemente y de realizar los trámites que permitieran que éste fuera respetado y considerado como un joven noble. Así, don Francisco elevó ante el cabildo de Concepción una información de nobleza de sus hijastros, Fermín, Joaquín José y Carlos Adriano, el 22 de noviembre de 1743, la que se protocolizó ante el escribano público Francisco Javier de Folmón, al año siguiente.

## Carrera política y militar

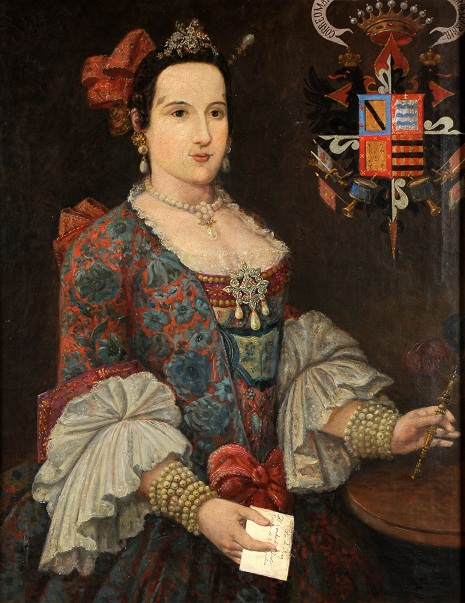
Joaquina María Magdalena Brun y Carvajal, Condesa del Puerto y de Castillejo, primera Duquesa de San Carlos y prima hermana consanguínea de Fermín Francisco de Carvajal Vargas, según un óleo conservado en el Museo Histórico Nacional de Chile, Santiago de Chile.

Algunos años antes del documento que su padrastro produjera, don Fermín fue enviado a Perú para iniciar su instrucción. Allí tuvo contacto con sus parientes, quienes lo persuadieron de casarse con una muchacha de excelente situación social y perteneciente a la aristocracia colonial. Se casó en la catedral de Lima, el 11 de junio de 1741, con su prima Joaquina María Magdalena Brun y Carvajal, natural de esa ciudad, hija del doctor don Tomás Brun y Normante y de doña Catalina Isidora de Carvajal y Hurtado de Quesada.
Este enlace no podía ser más ventajoso para don Fermín: don Tomás Brun detentaba el título de marqués de Castelfuerte y ejercía el cargo de alcalde de corte de la audiencia real de Lima; doña Catalina Isidora de Carvajal poseía tres títulos de nobleza (marquesa de Monterrico, cuarta condesa del Puerto y tercera condesa de Castillejo) y era patrona de la provincia franciscana de los Doce Apóstoles (Perú).
Elegido alcalde ordinario de Lima (1750), hizo la campaña librada contra los indios sublevados en las serranías de Huarochirí, como capitán de caballería y a órdenes de Melchor Malo de Molina y Espínola.
Viajó luego a la península, donde fue confirmado en el cargo de Correo Mayor de Indias (2 de julio de 1755), ascendido a coronel e investido con el hábito de caballero de la Orden de Santiago (1757). De regreso a Lima (1759), ejerció el patronato de la provincia franciscana y fue nombrado familiar del Tribunal del Santo Oficio, y disfrutó de las rentas de su encomienda. Nuevamente viajó a España (1768), y renunció al cargo de Correo Mayor y sus beneficios; pero, a manera de compensación, obtuvo de Carlos III el reconocimiento de una renta anual de 14.000 pesos. Volvió a Lima al cabo de un año y se le fueron otorgando las mayores distinciones de la época: ascenso a comandante de los ejércitos reales (1771); grandeza de España de primera clase (2 de abril de 1780) y concesión del título de Duque de San Carlos, ascenso a mariscal de campo y promoción a la alta clase de teniente general.

## Descendencia
De su matrimonio con Joaquina Brun y Carvajal Vargas tuvo a:
- María Magdalena de Carvajal Vargas y Brun (n. 1743), casada con Nicolás Manrique de Lara Polanco y Carrillo de Albornoz, III Marqués de Lara.
- Mariano Joaquín de Carvajal y Brun, casado con María Manrique de Lara Polanco y Carrillo, hija del II marqués de Lara, padre del II duque de San Carlos.
- Diego Melchor de Carvajal y Brun, caballero de la Orden de Santiago.
- Luis Fermín de Carvajal, I conde de la Unión. Sin sucesión.

| Predecesor: Juan Sancho Dávila y Castro | Alcalde ordinario de Lima Segundo voto 1750 | Sucesor: Tadeo Martín de Zavala y Vázquez de Velasco |